# Plancha corta

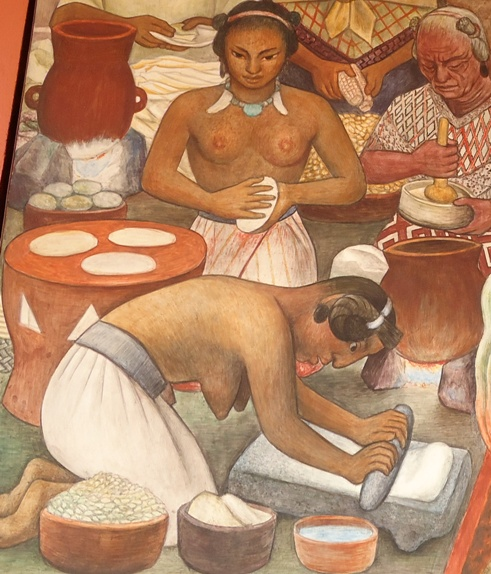
Mujeres aztecas usando una plancha corta.

La plancha corta de cocina es un utensilio de metal para cocinar cómodamente ciertos alimentos.
Las primeras planchas de cocina se originaron en México y Centroamérica para cocinar masa de maíz. 
Estas planchas, llamadas comales, eran de barro. Con la llegada de los españoles, se manufacturaron de metal. Los españoles adoptaron este utensilio y le llamaron plancha. El uso de cocinar a la plancha se extendió después por zonas de varios países. Cocinar a la plancha significa cocinar en un plato de metal.